# Michelle Birkballe
Michelle Birkballe (født 9. december 1979 i Thorsager) er en dansk sangerinde, guitarist og komponist bosat i Aarhus, der har udgivet ni albummer
 i eget navn.
Birkballe er vokset op i landsbyen Thorsager på Djursland, som nummer fire ud af seks søskende. Som 16-årig rejste hun til Wales, hvor hun arbejdede som fårehyrde, indtil hun som 18-årig flyttede til Aarhus for at blive musiker på fuld tid.
Hun er mor til fire børn hvoraf et af dem er født med hjertefejl. Hun er bl.a kendt for, at skrive meget personlige sange, hvor flere af dem netop tager udgangspunkt i sine børn eller sine forliste forhold.
Hun gik en periode meget op i børns vilkår og var en aktiv debattør med særligt fokus på at få babyluger på de danske hospitaler til efterladte spædbørn.

## Musikalske rejser
Michelle Birkballe har bl.a spillet koncerter på Pituffik Space Base, den tidligere Thule Air Base, hvor hun optrådte for det danske personale.
Men hun har også besøgt steder som Hongkong, Austin, Texas, USA, Qatar, Tyrkiet, Rusland, Norge og Sverige for at give koncerter.   

## Musikalsk samarbejde
Michelle har igennem årene bl.a arbejdet sammen med artister som
- Rock Nalle som var Michelle Birkballes personlige ven og mentor i over 25 år,[27] [28] siden hun startede som Nalles roadie i 1998 for senere, at turnere[29] landevejene tynde og indspille plade sammen med.[30] Siden 2019 har Rock Nalle optrådt som special guest hos Michelle Birkballe & Band,[31] mens Michelle Birkballe omvendt har været special guest hos Nalle & His Crazy Ivans ved flere lejligheder.[32] Rock Nalle  og Michelle Birkballe har desuden også optrådt sammen i tv, bl.a i programmet “Mig og mine sange” på TV 2 Charlie.[33]

- Shaky Ground som hun har spillet live med i Danmark, Norge,[34] Mellemøsten og Rusland.[35]

- Mike Andersen, Ester Brohus, Mek Pek og Billy Cross med hvem hun har spillet Chuck Berry Tribute koncerter med[36] Billy Cross har desuden også produceret hendes 5.soloalbum[37]

- Keminova Cowboys som er et musikkollektiv, der også tæller Laura Mo, Telestjernen, Hverdagens Helte, Ulvetimen og Sonja Hald. Michelle har medvirket på musikkollektivets andet udspil Cirkus Danmark[38] og efterfølgende spillet live i denne konstellation.[39]

Hun har desuden varmet op for Status Quo, Walter Trout og Bon Jovi.

## Diskografi
| - Michelle Birkballe (2003) - Meget, Meget Mer' End Før (2004) - Kræver Egentlig Ikke Meget (2008) - 2011 (2011) - 2015 (2015) - 2018 (2018) - Michelle Birkballe med band - Speciel guest: Rock Nalle Ultimate Rock'n'Roll! Live! (2019) - 2021 (2021) - 2023 (2023) - 4 Track EP (2002) - Dancequeen / Venter På En Gave (2002) - Tillykke med dit liv (2006) - Venter på dig (2007) - Please give me a call (2010) - Op på hesten (2014) - En sidste gang (2014) - Du loved´mig syden (2014) - Michelle 2017(2017) - I´m sorry (2017) - Look what they’ve done to my song (2017) - On my TV (2020) - No one like you (2020) | - Lars Lilholt Band: Gloria (2001) - Aarhus: Hvor blev smilet af (2002) - Olfert's Gartneri: Frugtplukker (2002) - Arly Karlsen: Please don’t tell (2003) - Various: Danmark, nu blunder den lyse nat / Skipper Klements morgensang (2003) - Michelle Birkballe & Slagelse Håndboldsupportere: Fighte Fighte (2003) - Knasen: Små hop (2003) - DeMarco: Happy End (2004) - Twins missions: Standing up straight (2004) - Ivan Sand: Let The Good Times Roll (2004) - Shaky Ground: What´s Shaking (2006) - Kim Schwartz: Verdens bedste øjeblik (2006) - På Slaget 12: Let's Dance Collection" (2007) - Fagernæs: Hvor vinden tar fat (2007) - Naked Fish: Ser det klart (2010) - Various: Radio24syv Monogram #23 - #26 (2015) - Odense Boldklub: Der er ikke det hold vi ikke kan slå (2018) - Keminova Cowboys: Cirkus Danmark (2020) - The Works: Barnyard (2020) |